# لئون دوازدهم

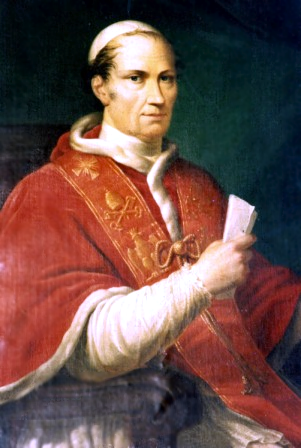
پاپ لئوی دوازدهم

پاپ لئون دوازدهم (به انگلیسی: Leo XII) ( تولد: ۲۲ اوت ۱۷۶۰ - درگذشت : ۱۰فوریه ۱۸۲۹ ) یکی از پاپ‌های کلیسای کاتولیک رم بود که در ایتالیا به دنیا آمد و از ۱۸۲۳ تا ۱۸۲۹ میلادی پاپ بود.